# Carditellona pulchella
Carditellona pulchella is een tweekleppigensoort uit de familie van de Condylocardiidae. De wetenschappelijke naam van de soort is voor het eerst geldig gepubliceerd in 1909 door Lynge.